# Andover, Kansas
Andover är en stad (city) i Butler County, och  Sedgwick County, i delstaten Kansas, USA. Enligt United States Census Bureau har staden en folkmängd på 11 779 invånare (2011) och en landarea på 25,9 km².